# Дашаев, Аслан Абдусалаевич
Аслан Абдусалаевич Дашаев (род. 19 февраля 1989, Грозный) — российский футболист, защитник. Мастер спорта России.

## Карьера
Воспитанник грозненского «Терека». Взрослую карьеру начал в клубе ПФЛ «Ангушт», вместе с которым вышел в ФНЛ. Позднее выступал в ФНЛ в клубе «Спартак-Нальчик», где был капитаном.
Летом 2017 года перешел в курский «Авангард». Весной следующего года в составе команды дошел до финала Кубка России, в полуфинале против ярославского «Шинника» Дашаев отыграл весь матч.
В зимнее трансферное окно сезона 2019/20 перешёл в воронежский «Факел».
В июле 2024 года стал игроком клуба «Кубань Холдинг» из станицы Павловской.

## Достижения
«Ангушт»
- Победитель зоны «Юг» Второго дивизиона: 2012/13

«Спартак-Нальчик»
- Победитель зоны «Юг» Второго дивизиона: 2015/16

«Авангард»
- Финалист Кубка России: 2017/18

«Факел»
- Серебряный призёр Первого дивизиона: 2021/22